# Троянда Тюдорів

Троянда Тюдорів — геральдична емблема Англії та Гемпширу

Троянда Тюдо́рів (англійська троянда, троянда Сою́зу; англ. Tudor rose, англ. English rose, англ. Union rose) — Традиційна геральдична емблема Англії та Гемпширу (первинно — в гербі короля Англії Генріха VII як символ об'єднання ворожих одна до одної королівських династій Ланкастерів та Йорків). Зображується у вигляді подвійної троянди , виконаної у «природних» (англ. proper) кольорах: біла квітка зверху червоної, а також розділеної на пять червоних та пять  білих сектори («чверті») або на дві частини червоного та білого кольорів вертикальною смугою посередині («пер пале́») . Назва й походження емблеми пов'язані з обставинами виникнення англійської королівської династії Тюдорів.

## Походження

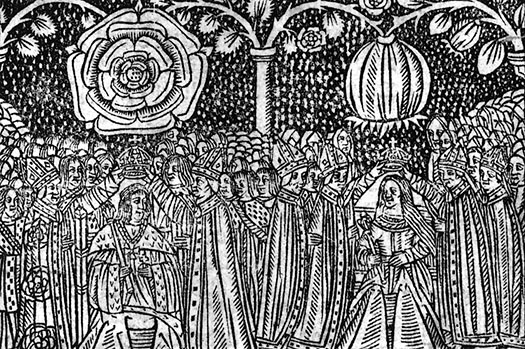
Коронація Генріха VIII й Катерини Арагонської, отінена їхніми геральдичними емблемами — трояндою Тюдорів і плодом гранату, символом підкореної іспанцями Гранади. Гравюра XVI століття

Воцаріння Генріха Тюдора, який відняв англійську корону у Річарда III у битві під Босвортом (1485), поклало край тридцятирічній війні між королівською династією Ланкастерів (чиєю емблемою була червона троянда) й королівською династією Йорків (чиєю емблемою була біла троянда). Батько Генріха, Едмунд Тюдор, мав титул графа Річмонда; мати, леді Маргарет Бофорт, походила з дому Ланкастерів. Прагнучи об'єднати всі англійські королівські династії, Генріх Тюдор одружився зі спадкоємицею Йорків — дочкою Едуарда IV Єлизаветою. Після одруження Генріх прийняв нову емблему, що об'єднала червону троянду Ланкастерів та білу троянду Йорків.
За часів свого правління Генріх VIII наказав пофарбувати заново старовинний круглий стіл, що зберігався у Вінчестерському замку і вважався справжнім Круглим Столом короля Артура . В центрі оновленого столу було зображено троянду Тюдорів.

### Історичний вжиток
Відомі зображення троянди Тюдорів «зі стеблом та вінцем» (англ. slipped and crowned) — у вигляді квітки на зрізаному стеблі з кількома листами, увінчаної короною, а також «у половинному вигляді» (англ. dimidiated) — з'єднаної з половиною іншої емблеми. Турнірний список Вестмінстера (англ. The Westminster Tournament Roll) містить емблему Генріха VIII та його першої дружини Катерини Арагонської: половинне зображення троянди Тюдорів зі стеблом, об'єднане з особистою емблемою Катерини — гранатом  (Цю саму складену емблему успадкувала їхня дочка Марія ). Яків I Англійський і VI Шотландський використовував як особисту емблему половинну троянду Тюдорів, поєднану з будяком й увінчану королівською короною .

### Сучасний вжиток
Нині троянда Тюдорів — традиційна національна емблема Англії (подібно до будяка, що виступає як емблема Шотландії, трилисника, що символізує Ірландію, та геральдичної валлійської цибулі-порею). Троянда — знак відміни йоменів-вартових Тауеру та англійських королівських лейб-гвардійців, деталь кокарди на головних уборах військовослужбовців розвідувальних військ Великої Британії, елемент логотипу Англійського туристичного управління та емблеми Британського Верховного суду (у двох останніх випадках — стилізована «спрощена» версія). Її ж зображено на британській двадцятипенсовій монеті, що карбувалася у 1982–2007 роках, на королівському гербі Великої Британії й на державному гербі Канади.

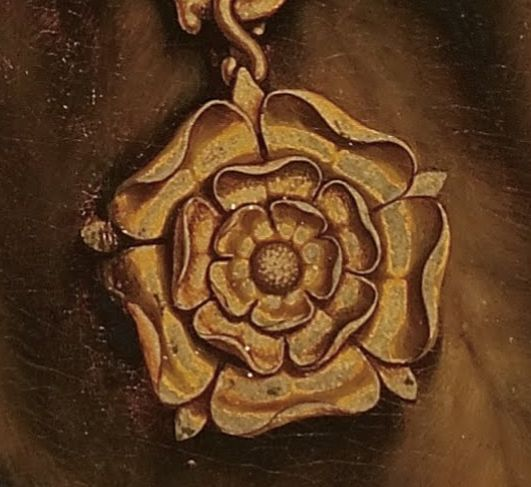
Троянда Тюдорів. Фрагмент портрету Томаса Мора роботи Ганса Гольбейна Молодшого (1527)
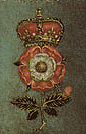
Троянда Тюдорів «зі стеблом та вінцем». Фрагмент портрету Єлизавети I (так званий «Пелікан») роботи Ніколаса Гілліарда (близько 1575)
Троянда Тюдорів — особиста геральдична емблема монархів Великої Британії
Троянда Тюдорів, будяк і трилисник, що ростуть з одного стебла — геральдична емблема Сполученого Королівства Великої Британії та Північної Ірландії
У 1982-2007 роках Троянда Тюдорів була постійним центром композиції на реверсі британських монет номіналом у 20 пенсівУ 1982-2007 роках Троянда Тюдорів була постійним центром композиції на реверсі британських монет номіналом у 20 пенсів

## Див.також
- Порай (герб)